# Arnaud Delalande

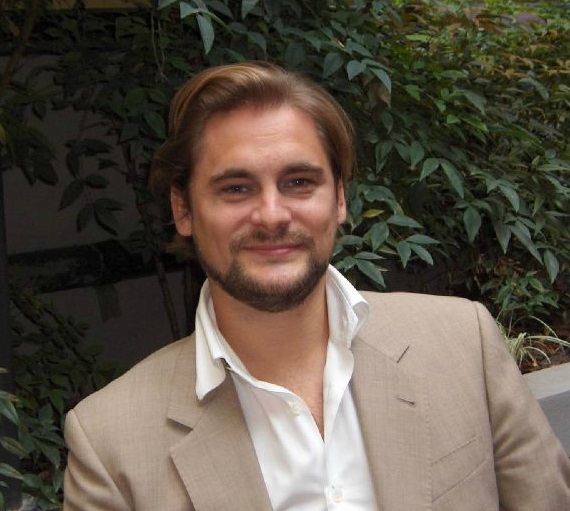
Arnaud Delalande

Arnaud Delalande (* 1972 in Herblay, Département Val-d’Oise) ist ein französischer Drehbuch- und Romanautor. Seine Romane haben einen historischen, meist religiösen Hintergrund.

## Leben
Seine Schulzeit absolvierte Delalande in Pontoise (Département Val-d’Oise) und ging anschließend nach Paris ans Lycée Chaptal (8. Arrondissement), später wechselte er ans Collège Victor Duruy (7. Arrondissement). 1994 konnte er seine Ausbildung am Institut d’études politiques de Paris (→Grand établissement) abschließen.
Bereits während seines Studiums begann er mit dem Schreiben und durch diese Texte „entdeckte“ ihn dann auch die Verlegerin Françoise Verney für die Éditions Grasset. 1998 konnte Delallande dort dann seinen ersten Roman „Notre-Dame sous la terre“ veröffentlichen.

## Ehrungen
- 1998 Prix Evasion des Relais H für den Roman Notre-Dame sous la terre
- 1998 Prix Charles Oulmont (Fondation de France) für den Roman Notre-Dame sous la terre
- 1998 Prix du Rotary Club (Paris) für den Roman Notre-Dame sous la terre
- 2002 Prix Jean d’Heurs du roman historique für den Roman L’eglise du satan
- 2015 Prix Masterton für Le piège de Lovecraft

## Werke (Auswahl)
Romane
- Notre Dame sous la terre. 1998.
  - Deutsch: Das Vermächtnis von Mont Saint Michel. Knaur, München 2007, ISBN 978-3426-63680-0 (übersetzt von Ingeborg Ebel)
- L'Eglise de Satan. 2000.
- La Musique des morts. 2002.
- Le Piège de Dante. 2006.
  - deutsch: Die Dante-Verschwörung. Edition Lübbe, Bergisch Gladbach 2007, ISBN 978-3-7857-1602-1 (übersetzt von Barbara Schaden)
- La lance de la desinée.
  - Deutsch: Die Lanze des Herrn. BLT, Bergisch Gladbach 2008, ISBN 978-3-404-92300-7 (übersetzt von Gaby Kirn)

Graphic Novel
- L’affaire Alan Turing (illustriert von Éric Liberge).
  - Deutsch: Der Fall Alan Turing. Die Geschichte und Tragödie eines aussergewöhnlichen Genies. Bahoe Books, Wien 2020, ISBN 978-3-903290-44-0.
- Le Roi des Corsaires (illustriert von Guy Michel).
  - Deutsch: Surcouf.[3] Splitter Verlag, Bielefeld 2013/16 (übersetzt von Tanja Krämling)

1. Geburt einer Legende. 2013, ISBN 978-3-86869-625-7.
2. Der Tiger der sieben Meere. 2014, ISBN 978-3-86869-626-4.
3. Der König der Korsaren. 2020, ISBN 978-3-86869-627-1.

- Saga Viravolta.

1. La piège de Dante. 2006.
2. Les fables de sang. 2009.
3. Notre espion en Amérique. 2013.
4. Révolution, Band 1: Le cœur du roi. 2017.
5. Révolution, Band 2: Le sang du roi. 2017.